# ミュンヘン・オペラ・フェスティバル

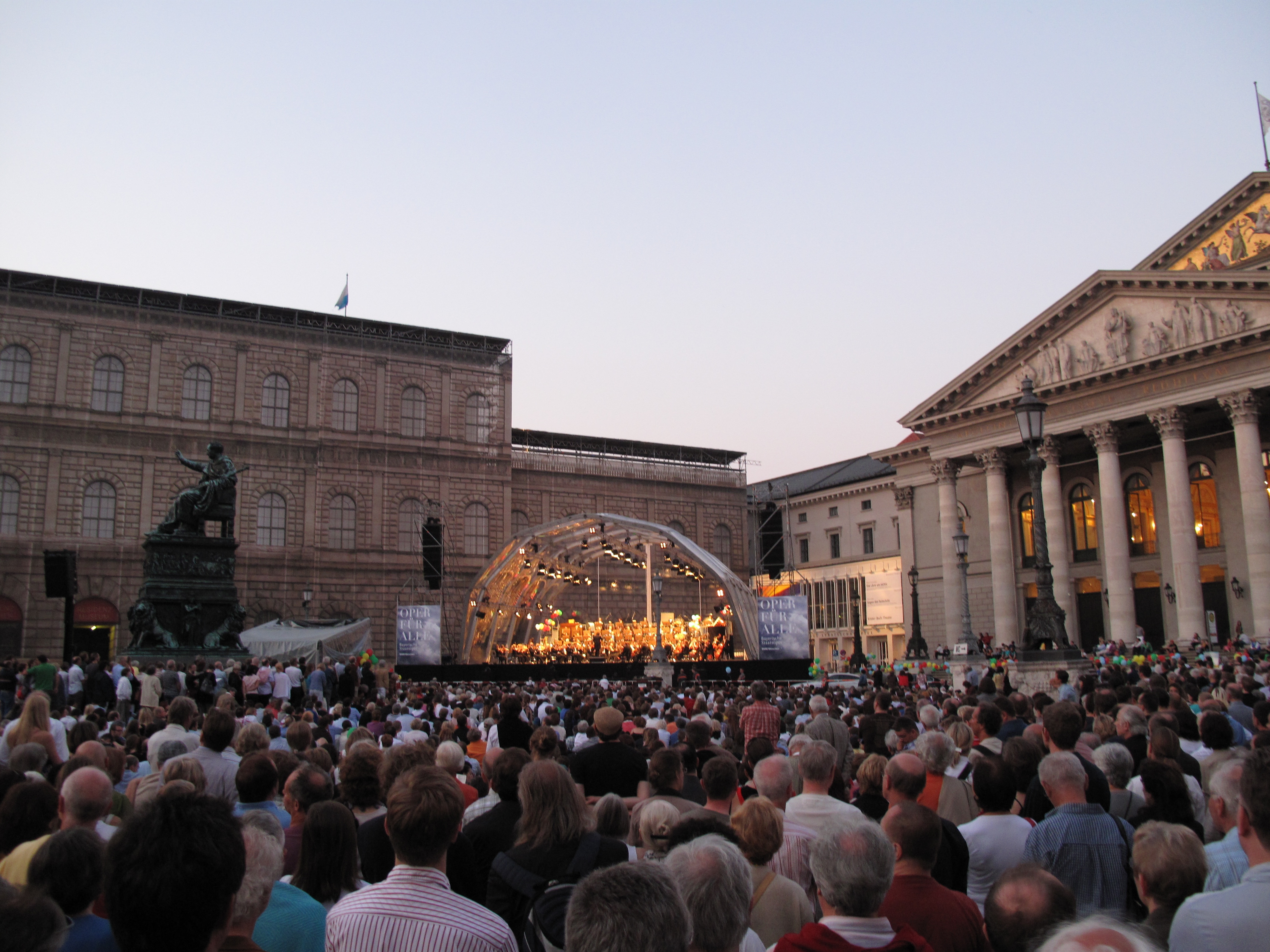
ミュンヘン国立歌劇場でのバイエルン国立歌劇場管弦楽団の無料コンサート（2010年6月26日）

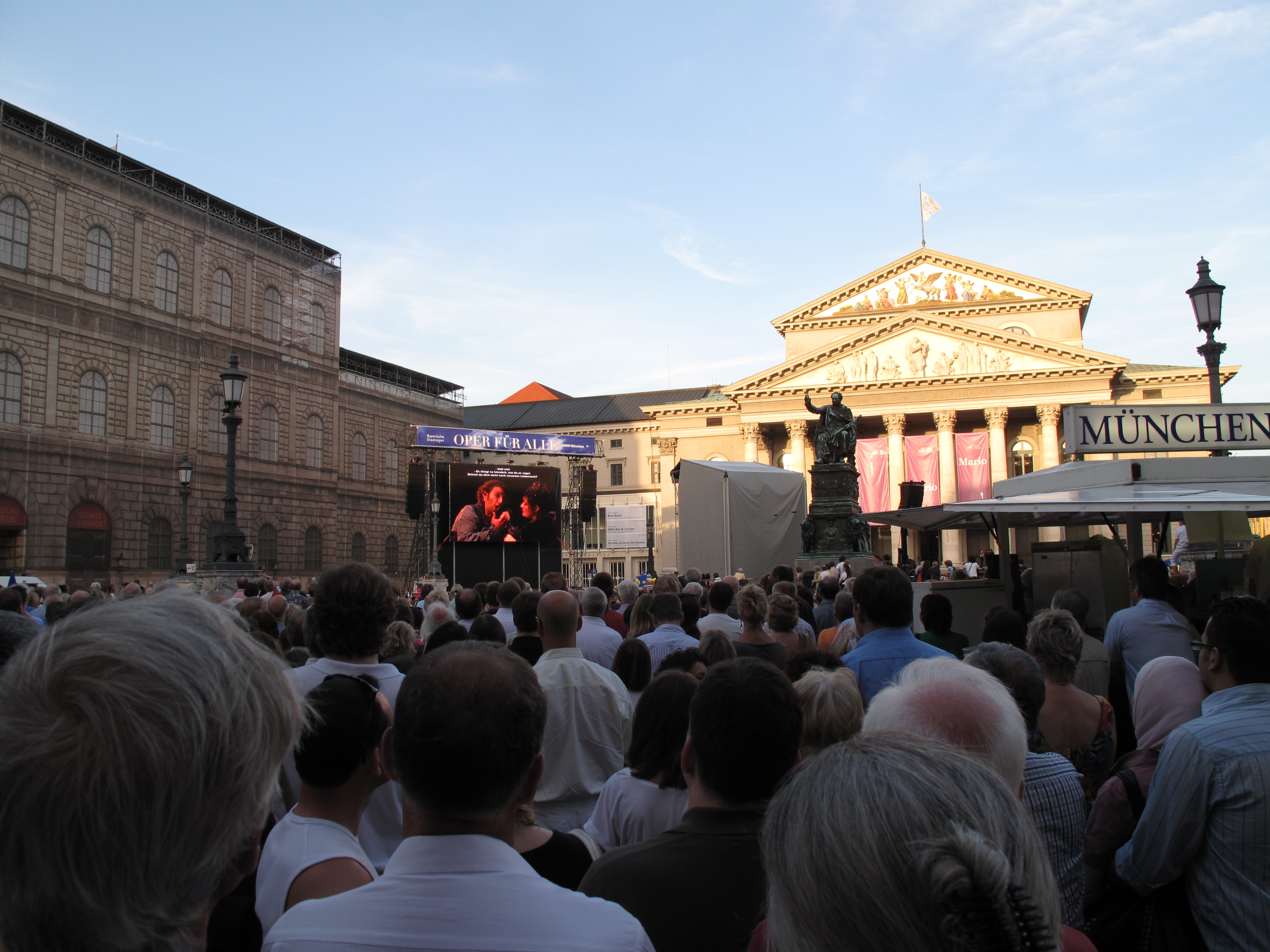
「オパー・フュア・アレ」での『トスカ』の上演（2010年7月10日）

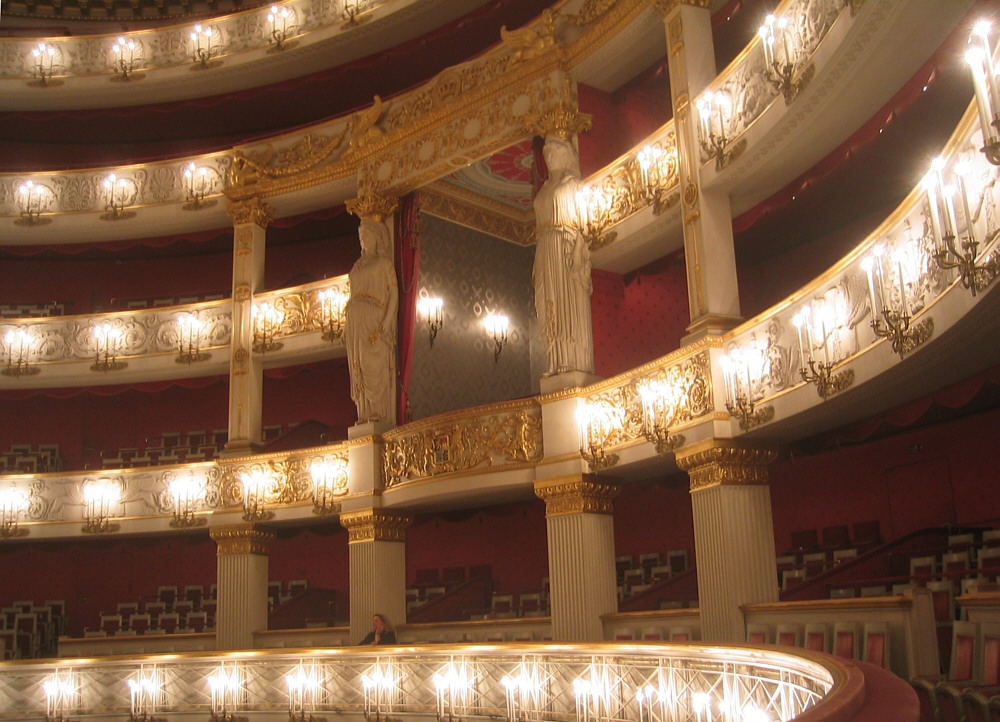
ミュンヘン国立歌劇場内部

ミュンヘン・オペラ・フェスティバル（ドイツ語: Münchner Opernfestspiele）は、ドイツのミュンヘンで行われるオペラ音楽祭。

## 概要
毎年6月から7月にかけてバイエルン国立歌劇場とバイエルン国立バレエによって30以上のオペラ、声楽リサイタル、オーケストラコンサート、バレエが行われる。会場はミュンヘン国立劇場、ルイトポルト王子劇場、キュビリエ劇場、パビリオン21オペラスペース、諸聖人宮廷教会、ノイエ・ピナコテーク、ブラントホルスト美術館である。
またマックス・ヨーゼフ広場では「オパー・フュア・アレ（みんなのオペラ）」という無料コンサートシリーズも行われ、2010年には1万2000人の観衆を集めた。

## 歴史
1875年にヴォルフガング・アマデウス・モーツァルトのオペラとリヒャルト・ワーグナーの楽劇、並びに戦後にはリヒャルト・シュトラウスのオペラを上演するための音楽祭として発足。この試みは成功し、年々規模は拡大して、世紀の変わり目には市民の要求を満たすため、芸術を愛好するルイトポルト摂政王子によりルイトポルト王子劇場が建設された。1901年8月21日に『ニュルンベルクのマイスタージンガー』でこけら落としが行われ、オペラ・フェスティバルの黄金時代の幕が開いた。